# Afek Tounes

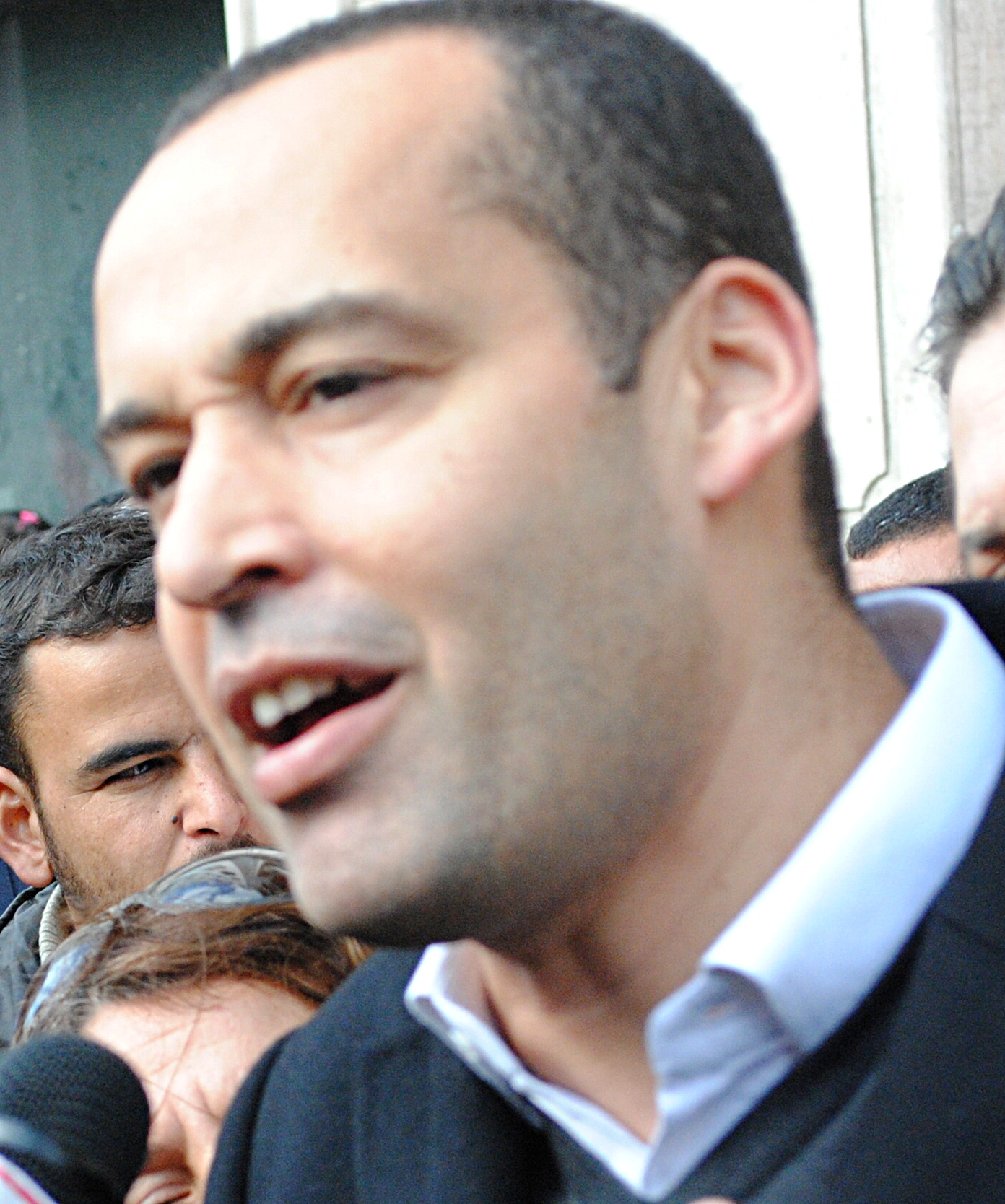
Yassine Brahim in un'intervista del 14 gennaio 2012.

Afek Tounes (in arabo آفاق تونس‎?, Āfāq Tūnus, ossia "Orizzonti di Tunisia") è un partito politico tunisino di tendenza social-liberale, fondato il 28 marzo 2011..

## Storia
Dopo le elezioni dell'Assemblea costituente tunisina del 2011, in occasione della quale il partito ottenne quattro eletti, Emna Menif, portavoce e figura emblematica del partito, annuncia le proprie dimissioni.
Il partito è stato spesso accusato di avere legami col Raggruppamento Costituzionale Democratico, il partito al potere sotto il deposto regime di Zine El-Abidine Ben Ali e questo in particolare per bocca di Moncef Marzouki. Āfāq Tūnus ha respinto tali accuse e ha querelato Marzouki per violazione dell'«etica professionale».
Il 28 dicembre 2011, un comunicato ha annunciato una fusione col Partito per il Progresso. L'11 gennaio 2012, una fusione è stata annunciata col Partito Democratico Progressista e col Partito Repubblicano, in seno ad Al Joumhouri; il tutto è stato ufficializzato il 9 aprile. L'antico ministro Yassine Brahim è diventato quindi il Segretario esecutivo del nuovo partito.
Il 28 agosto 2013, Brahim annuncia in una conferenza stampa il rientro ufficiale del partito dopo la sua scissione da Al Joumhouri, giustificata dallo scacco di riunire le forze democratiche. ·  Un mese più tardi, il Consiglio nazionale conferma alla presidenza del partito e dell'Ufficio politico Brahim col 72 % dei voti. Aymen Slimane viene designato Coordinatore generale.
Il programma elettorale presentato in vista delle elezioni legislative tunisine del 2014 comprende numerose riforme sociali ed economiche, al fine d'incoraggiare l'iniziativa personale e ridurre il tasso di disoccupazione, specialmente la riduzione delle imposte, l'allargamento della base imponibile e l'aumento degli effettivi delle forze armate fino a raggiungere il numero di 70.000 soldati.

## Presidenti
- Mohamed Louzir (2011-2012)
- Yassine Brahim (2013-- )